# Martti Liimo
Martti Juhani Liimo (Tampere, 26 settembre 1941 – Helsinki, 1º dicembre 1995) è stato un cestista finlandese, fratello maggiore di Kari Liimo, anch'egli cestista.

## Carriera
Con la Finlandia ha disputato i Giochi olimpici di Tokyo 1964 e quattro edizioni dei Campionati europei (1961, 1963, 1965, 1967).

## Palmarès
- Campionato finlandese: 5

Helsingin Kisa-Toverit: 1961, 1962, 1962-63, 1963-64, 1964-65